# Puduhepa
Puduhepa (Puduḫepa) va ser una reina hitita del segle xiii aC, esposa d'Hattusilis III. Va tenir diversos fills, entre ells Tudhalias IV i Nerikkaili, i les filles Gussuliyawiya, i Maathorneferure, nom egipci atorgat a aquesta princesa, la major de les seves filles, que va ser lliurada en matrimoni a Ramsès II.

## Biografia
Va néixer a principis de segle a la ciutat de Lawazantiya, a Kizzuwatna. El seu pare, Bentepsharri o Pentibszarri, era el gran sacerdot de la divinitat tutelar de la ciutat, Sausga o Ishtar. A les seves ordres, ella exercia també de sacerdotessa. En tornar de la batalla de Qadesh, on va lluitar juntament amb el seu pare, Hattusilis la va conèixer i va afirmar que la deessa l'instava a prendre-la com a esposa, i se la va endur amb ell al seu regne d'Hakpis. Quan el seu espòs puja al tron hitita en rebel·lar-se contra el seu nebot Urhi-Tesub (Mursilis III), Puduhepa es converteix en la reina d'Hatti amb el títol de Tawananna i la parella es trasllada a la capital Hattusa.
Després de la mort d'Hattusilis, va exercir una gran influència en el regnat del seu fill Tudhalias IV, com a reina mare. Es coneixen d'aquest temps sentències dictades per ella en litigis que tenen lloc al Regne d'Ugarit, vassall dels hitites, on arbitrava sobre les relacions comercials d'aquell país. Puduhepa deu haver exercit la funció de reina durant 8 anys, perquè va morir al final del segle xiii, quan tenia aproximadament 90 anys. És una de les figures principals de la vida política d'aquella època.

## Actuacions
Va exercir un paper molt important, tant en la cort com en les relacions diplomàtiques. Apareix constantment al costat del seu marit quan ell prenia grans decisions. Tot i això, no sembla manar per sobre d'ell: la parella regnava en igualtat de condicions. Puduhepa va mantenir una fluida correspondència amb Nefertari, tant abans com després de la signatura del tractat de Qadesh (tractat de 'pau eterna'), com quan va lliurar dues de les seves filles per casar-se amb Ramsès II.
Hattusilis i Puduhepa van modernitzar Hattusa, els arxius i la llei. Aquests arxius expliquen les intervencions que van fer en diferents llocs de l'imperi. Durant el regnat del seu fill es van esculpir els relleus de Yazilikaya, prop d'Hattusa.
Como a sacerdotessa, Puduhepa va tenir un paper important en la vida religiosa del moment. Va escriure himnes a la dea Lelwani i a la dea Arinnitti, que va assimilar a la seva divinitat protectora, la dea hurrita Hebat. En aquests textos, invoca les deesses perquè garanteixin una bona salut al seu marit. Segurament va ser responsable en gran part de la influència que van adquirir els déus i les cerimònies hurrites en el panteó de la religió hitita, influència que queda il·lustrada en les adaptacions que fan Hattusilis III i Tudhalias IV al santuari de Yazilikaya. Es creu que va aprofitar el seu paper de sacerdotessa per justificar la presa il·legítima del poder per part del seu marit davant de la classe sacerdotal.